# Jaan Ehlvest
Jaan Ehlvest (nascido 14 de outubro de 1962 em Tallinn, Estônia) é um Grande Mestre de xadrez estônio-americano, tendo recebido o título em 1987. Desde 2006 representa os Estados Unidos.
Na lista de abril de 2009 da FIDE, Elvest possuía um rating ELO de 2 606, 165o no mundo; no seu apogeu Ehlvest esteve no top 5 do mundo.
Jaan Ehlvest possui um irmão, Jüri Ehlvest, um escritor conhecido na Estônia.
As vitórias de Ehlvest incluem o Campeonato Soviético de Xadrez Júnior de 1980, o Campeonato Europeu de Xadrez Júnior de 1983, o Campeonato de Xadrez da Estônia de 1986, o Aberto de Nova Iorque de 1994, e o Aberto Mundial de 2003 na Filadélfia.
Ehlvest estudou psicologia na Universidade do Estado de Tartu. Em 2004, Ehlvest publicou sua autobiografia, The Story of a Chess Player. Em 2006, insatisfeito com a falta de suporte da Federação de Xadrez da Estônia, Ehlvest mudou-se para os Estados Unidos. Desde então Ehlvest tem sido um membro da Federação de Xadrez dos Estados Unidos, e competiu internacionalmente pelos Estados Unidos.